# Сопчич-Врх
45°34′ пн. ш. 15°20′ сх. д. / 45.57° пн. ш. 15.34° сх. д.
Сопчич-Врх (хорв. Sopčić Vrh) — населений пункт у Хорватії, в Карловацькій жупанії у складі громади Рибник.

## Населення
Населення за даними перепису 2011 року становило 18 осіб.
Динаміка чисельності населення поселення: